# Rivière Swannee
Rivière Swannee är ett vattendrag i Kanada.   Det ligger i provinsen Québec, i den sydöstra delen av landet, 230 km norr om huvudstaden Ottawa. Rivière Swannee ligger vid sjön Lac du Lézard.
I omgivningarna runt Rivière Swannee växer i huvudsak blandskog. Trakten runt Rivière Swannee är nära nog obefolkad, med mindre än två invånare per kvadratkilometer.